# Rebaque HR 100
Der Rebaque HR 100 war ein Formel-1-Rennwagen, der von dem in Leamington Spa stationierten Team Rebaque zu drei Rennen der Formel-1-Saison 1979 gemeldet wurde. Das Auto nahm nur an einem Rennen teil; eine Zielankunft gelang nicht.

## Vorgeschichte
Das von dem mexikanischen Rennfahrer Héctor Rebaque gegründete Team Rebaque hatte in der 1978 als Kundenteam einen Lotus 78 in der Formel-1-Weltmeisterschaft eingesetzt und einen Meisterschaftspunkt für Héctor Rebaque erzielt, der auch als Fahrer des Teams antrat. Für die Saison 1979 übernahm Rebaque zunächst einen gebrauchten Lotus 79, das „überragende Auto des Jahres 1978“, mit dem Mario Andretti im Jahr zuvor Formel-1-Weltmeister geworden war und Lotus die Konstrukteursmeisterschaft für sich entschieden hatte. Wider Erwarten konnte das Team Rebaque die Qualitäten des Autos nicht in Rennerfolge umsetzen. Héctor Rebaque sah die Ursache für den mangelnden Erfolg in der angeblich fehlenden Unterstützung durch Lotus und entschied sich daraufhin für die Entwicklung eines eigenen Rennwagens. Die Konstruktionsarbeit und der Aufbau des Wagens wurde an externe Unternehmen vergeben.

## Der HR 100
Der Rebaque HR 100 wurde im Laufe des Jahres 1979 von Penske Racing im britischen Poole entwickelt. Verantwortlicher Ingenieur war Geoff Ferris; nach Maßgabe einer Quelle war bis zu einem gewissen Grad auch der spätere McLaren- und Ferrari-Ingenieur John Barnard an den Entwicklungsarbeiten beteiligt. Penskes Ingenieure übernahmen auch den Aufbau des Fahrzeugs.
Der HR 100 war in weiten Teilen eine Kopie verschiedener erfolgreicher Rennwagen. Das Layout des Wagens entsprach dem des Lotus 79. Die Form der Seitenkästen war allerdings vom Williams FW07 beeinflusst, der im Laufe der Saison 1979 Erfolge erzielen konnte. Der HR 100 war auf Bodeneffekt ausgelegt und hatte zeittypische aerodynamische Anbauteile. Bei Antrieb und Fahrwerk gab es keine neuen Lösungen. Penske verwendete einen DFV-Achtzylindermotor von Cosworth, ein Hewland-Fünfganggetriebe und ein konventionelles Fahrwerk mit Doppelquerlenkern an allen Rädern.
Der Rebaque HR 100 debütierte beim Großen Preis von Italien 1979. Fahrer war Héctor Rebaque selbst. Rebaque, Emerson Fittipaldi und Arturo Merzario waren  in dieser Saison die einzigen Fahrer, die Autos mit ihrem eigenen Namen an den Start brachten. Rebaque war im Qualifikationstraining in Monza mehr als 8 Sekunden langsamer als Jean-Pierre Jabouille, der später von der Pole-Position aus ins Rennen ging. Rebaque hingegen verpasste mit seiner Zeit die Qualifikation. Beim anschließenden Großen Preis von Kanada konnte er sich als 22. qualifizieren, schied aber im Rennen nach 31 Runden nach einem Bruch der Motoraufhängung aus. Beim letzten Rennen der Saison in den USA verpasste Rebaque erneut die Qualifikation. Dies war der letzte Versuch, einen HR 100 zu einem Formel-1-Rennen zu qualifizieren.
Entgegen anders lautenden anfänglichen Aussagen Héctor Rebaques wurde kein Nachfolger für den HR 100 konzipiert. Héctor Rebaque setzte seine Motorsportkarriere als Fahrer 1980 und 1981 im Brabham-Werksteam fort.